# Corchorus schimperi
Corchorus schimperi là một loài thực vật có hoa trong họ Cẩm quỳ. Loài này được Cufod. mô tả khoa học đầu tiên năm 1958.